# Église Sainte-Anne de Dijon
L'église Sainte-Anne de Dijon est une église circulaire à coupole en cuivre vert-de-gris du XVIIIe siècle de style baroque dédiée à Sainte Anne, associée au monastère des Bernardines de Dijon du XVIIe siècle. Elle est située rue Sainte-Anne, dans le centre sauvegardé de Dijon. L'église est classée aux monuments historiques depuis 1945. Elle abrite le musée d'art sacré de Dijon inauguré en 1980 et le monastère abrite le musée de la Vie Bourguignonne Perrin de Puycousin depuis 1993.

## Historique
En 1623, les cisterciennes de l'Abbaye de Notre-Dame de Tart s'installent à Dijon. La construction de leur monastère s'achève en 1767, 17 rue Sainte-Anne (monastère des Bernardines de Dijon).

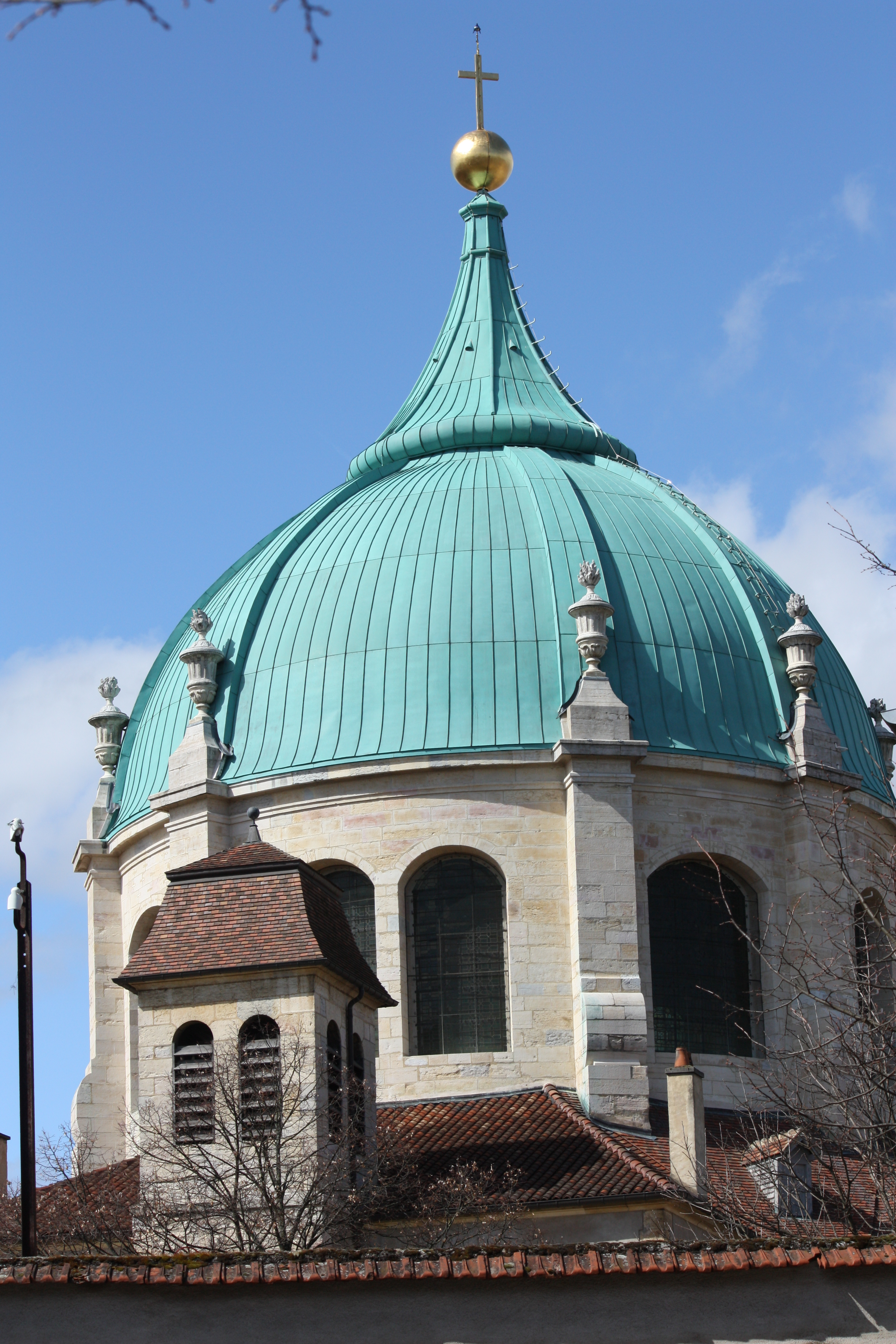
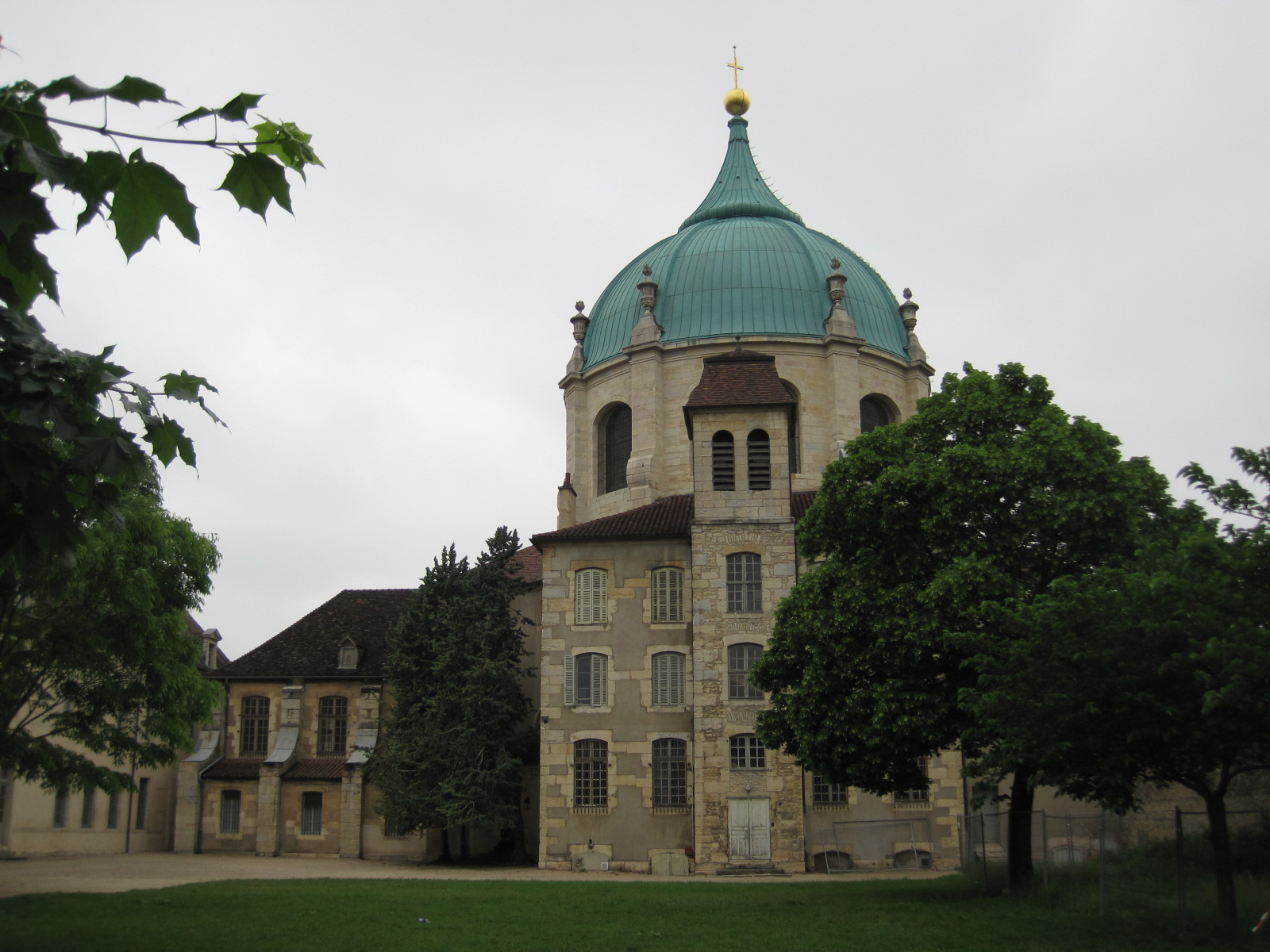

Elles demandent à un frère de la congrégation de l'Oratoire, Louis Trestournel, d'établir les plans de leur église. L'édifice construit entre 1699 et 1709, est placé sous le vocable de l'Assomption de la Vierge et de saint Étienne Harding dont le portrait avec celui de saint Bernard de Clairvaux orne le portail.
Pendant la Révolution française, les Bernardines sont chassées, l'église est déclarée bien national et devient un temple de Théophilanthrope puis un dépôt d'œuvres d'art.
En 1848 le dôme qui couronne l'église est recouvert de feuilles de cuivre, devenu avec le temps vert-de-gris.
En 1926, l'oratoire et le cloître sont inscrits au titre des monuments historiques.
Après avoir servi à nouveau de chapelle au XXe siècle, elle est classée monument historique en 1945 et rachetée par la ville de Dijon en 1950 pour héberger à partir de 1979 le musée d'art sacré de Dijon dont le chanoine Jean Marilier est le créateur et le premier conservateur.
En 1993, le musée est rattaché au musée de la Vie Bourguignonne Perrin de Puycousin du monastère des Bernardines de Dijon.

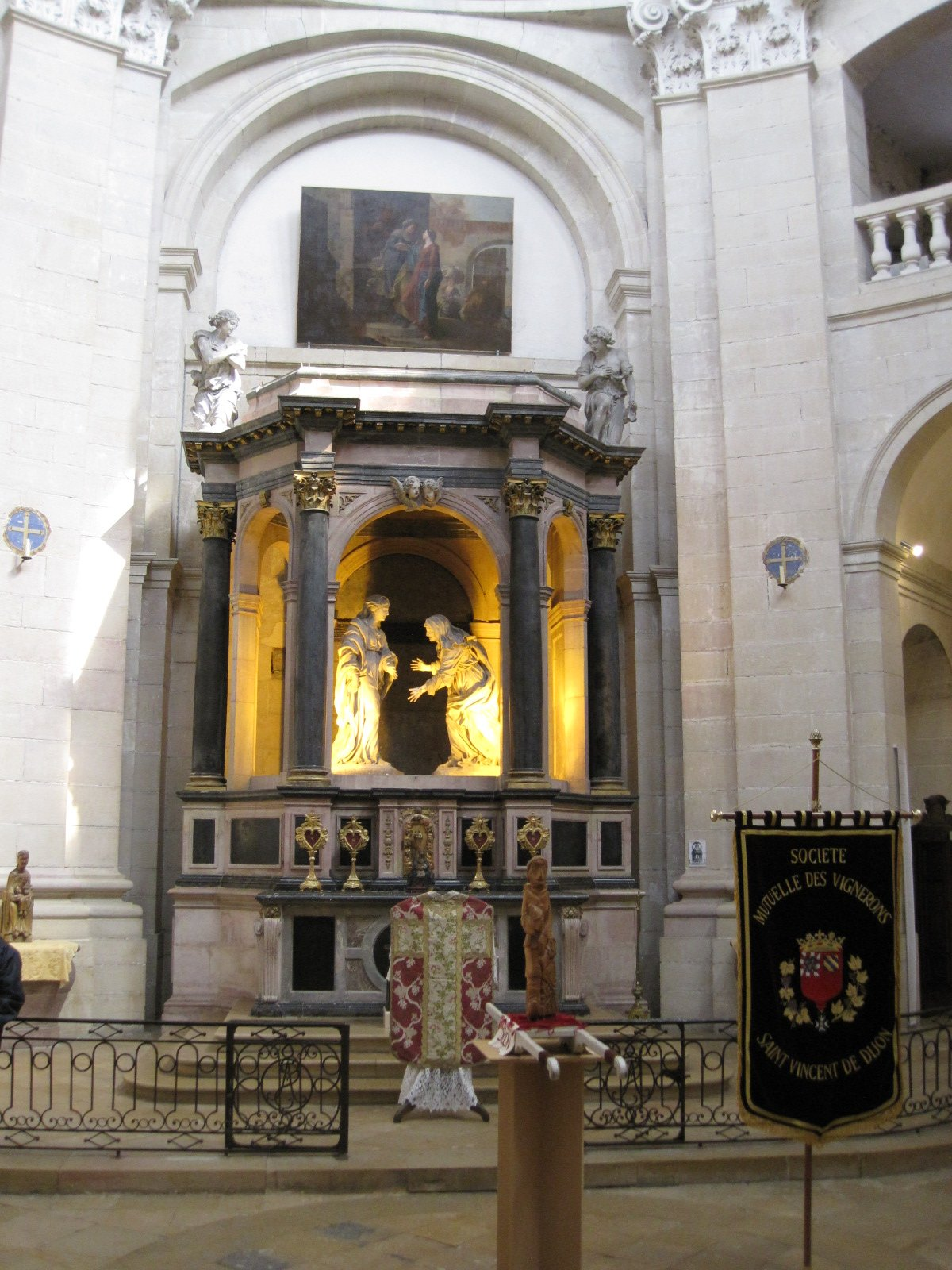
Autel de Jean Dubois (1625-1694)

## Architecture de l'église Sainte-Anne
L'église Sainte-Anne est remarquable par l'originalité de l'architecture. Le visiteur est accueilli par un portail monumental flanqué de quatre colonnes doriques adossées et reliées par un entablement sous un fronton triangulaire, dans lequel plane la colombe du Saint Esprit. À l'intérieur s'élève un vaste vaisseau circulaire dont les pilastres d'ordre composite supportent un tambour que coiffe une coupole. Cette rotonde s'ouvre sur des chapelles et sur le chœur des religieuses, longue salle couverte de voûtes d'arêtes, fermée par une grille. À l'emplacement du maître-autel, on installe au début du XIXe siècle le majestueux autel de Jean Dubois (1625-1694) provenant du couvent de la Visitation détruit sous la Révolution.

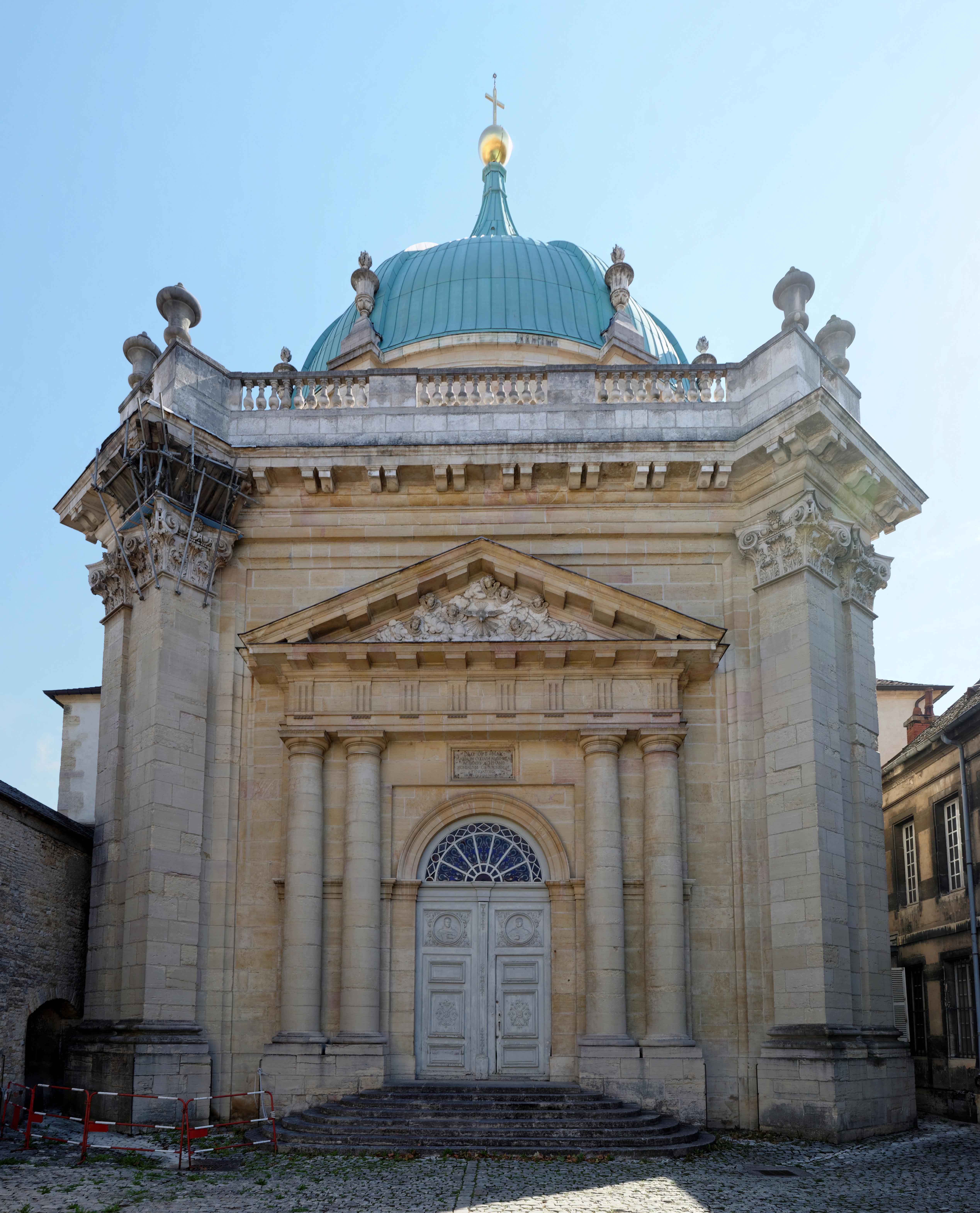
Portail
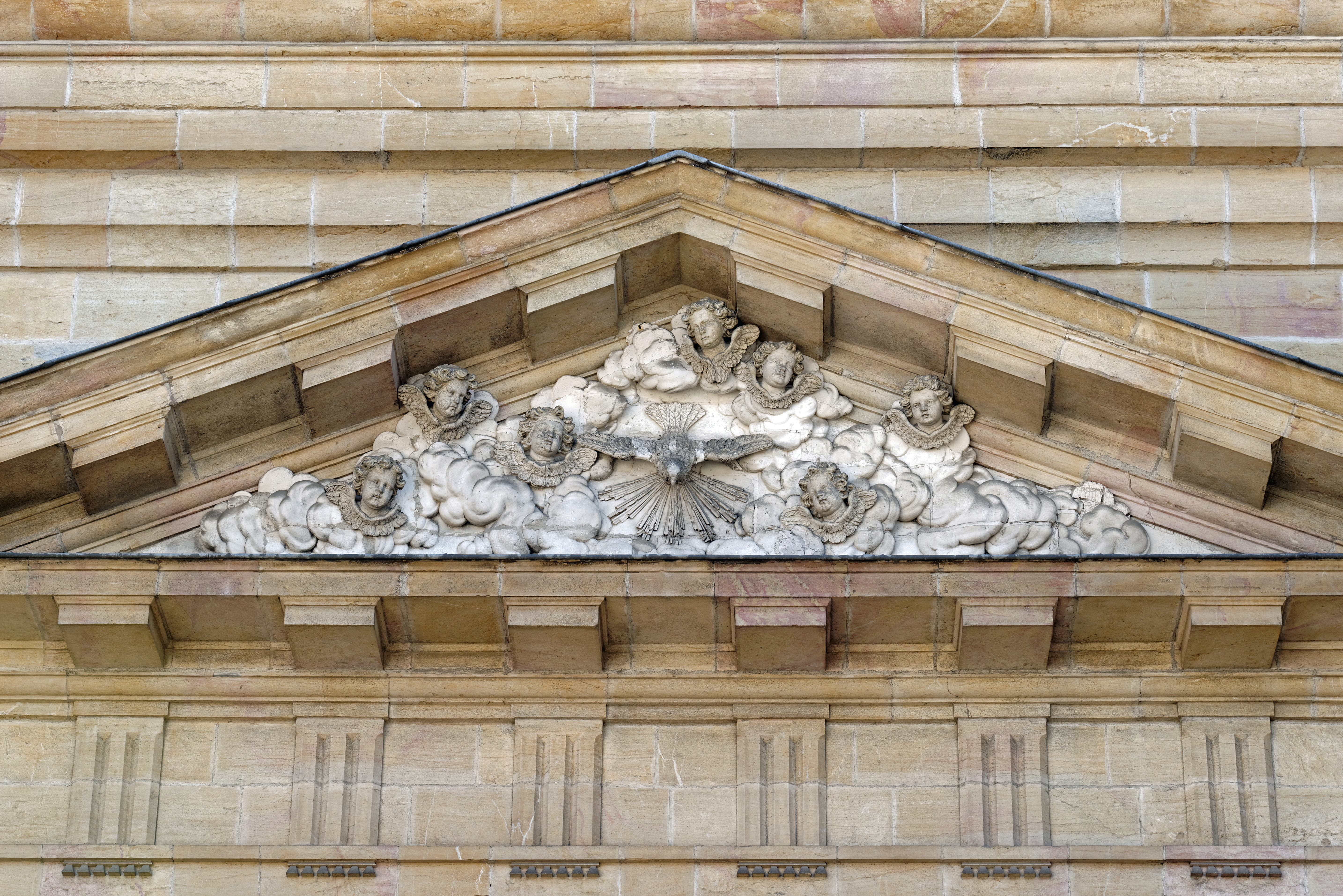
Colombe du Saint Esprit